# Fanny Durack
Sarah Frances Durack, detta Fanny (Sydney, 27 ottobre 1889 – Sydney, 20 marzo 1956), è stata una nuotatrice australiana.
È stata la più grande nuotatrice al mondo di tutte le distanze che vanno dagli sprint freestyle fino alla miglio maratona, dal 1910 al 1918.